# Yeniceoba, Cihanbeyli
Yeniceoba là một thị trấn thuộc huyện Cihanbeyli, tỉnh Konya, Thổ Nhĩ Kỳ. Dân số thời điểm năm 2012 là 6.872 người.